# 重瓣臭茉莉
重瓣臭茉莉（学名：Clerodendrum chinense）为唇形科大青属的植物。分布于夏威夷、柬埔寨、泰国、毛里求斯、台湾岛、亚洲热带地区、老挝以及中国大陆的福建、云南、广西、广东等地，生长于海拔130米至2,200米的地区。

## 别名
大髻婆（云南植物志） 臭牡丹（云南）

## 变种
- 臭茉莉（学名：Clerodendrum chinense var. simplex）是马鞭草科大青属重瓣臭茉莉的变种。分布在中国大陆的云南、贵州、广西等地，生长于海拔650米至1,500米的地区，常生于林中和溪边。别名白花臭牡丹（云南） 朋必（广西壮族语）。